# Knecht

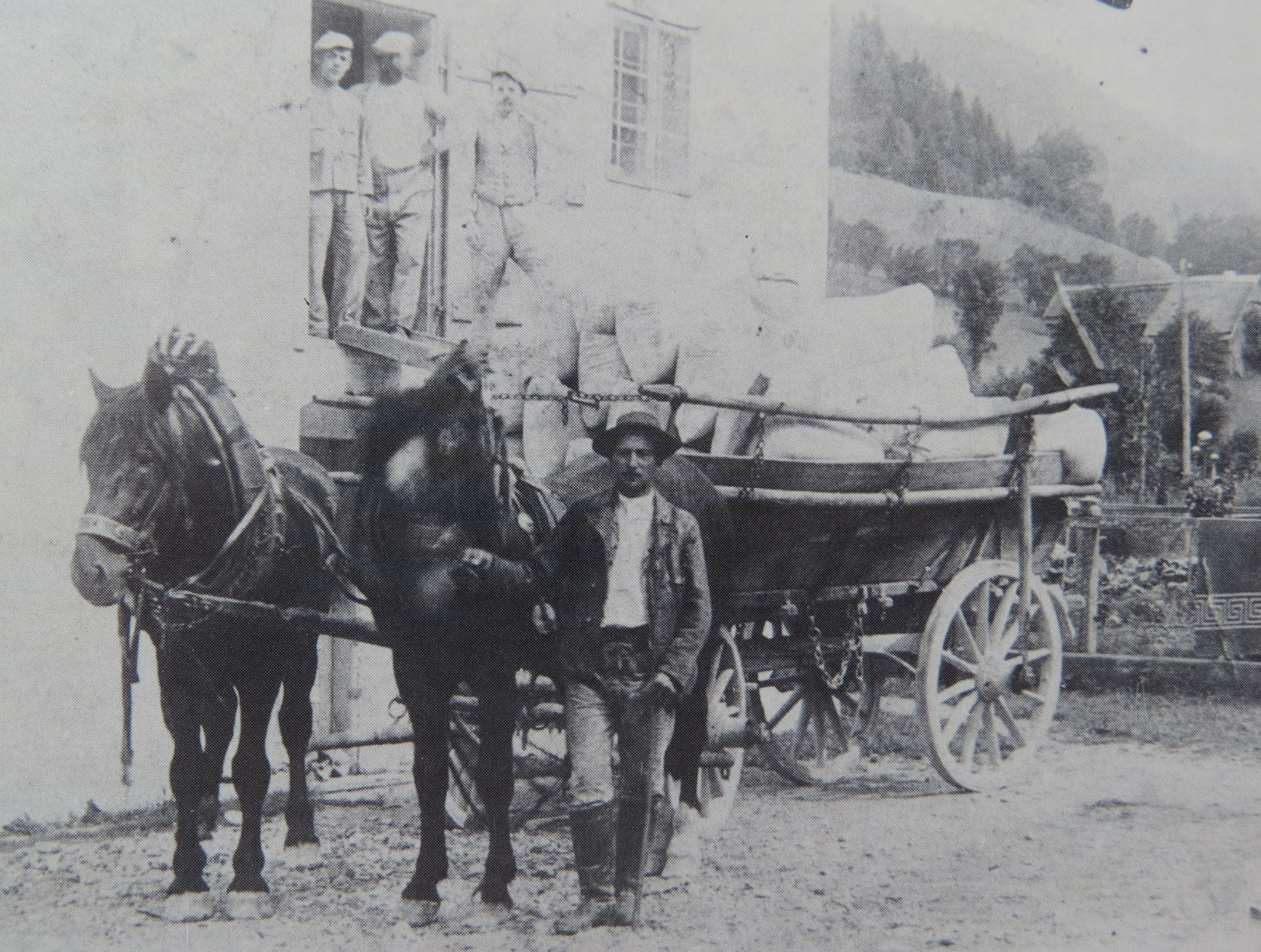
Pferdeknecht vor der Schmeisselmühle, Falkensteinrotte, Frankenfels, Österreich (vor dem Ersten Weltkrieg)

Ein Knecht ist ein Arbeiter in einem landwirtschaftlichen Betrieb, ein in Deutschland aussterbender Beruf. In der Vergangenheit gab es im Haushalt je nach Einsatzbereich den Hofknecht, Stallknecht oder Hausknecht, im Gewerbe den Holzknecht, Fuhrknecht, Mühlenknecht (Mühlknappen) usw. Im Kriegswesen kannte man den Edelknecht, Waffenknecht, Landsknecht und den Fahnenknecht. Im Mittelalter gab es den Henkersknecht, der die Todesstrafe vollstreckte. In der Justiz ist auch der Richterknecht bekannt. Im modernen Sprachgebrauch findet das Wort Knecht auch immer wieder als verunglimpfende Bezeichnung Verwendung. Modern ist auch der Begriff des Fertigungsknechts.
Die weibliche Entsprechung des Knechts ist die Magd.

## Bedeutungswandel
Das Wort Knecht (deutsch, niederländisch) und das etymologisch verwandte Wort knight (englisch), deren ursprüngliche Bedeutung „junger Mann, Knabe (insbesondere in lernender oder dienender Stellung)“ und davon ausgehend spezialisiert auch „Diener, Knappe; Krieger, Held, Edelknecht; Lehrling, Geselle“ lautet, haben im Laufe des Mittelalters einen Bedeutungswandel durchlaufen. Im Deutschen und Niederländischen kam es zu einer Bedeutungsverschlechterung (Pejorisierung, Pejoration) und im Englischen zu einer Bedeutungsverbesserung (Meliorisierung).
Der Ausdruck Knecht sank seit der Völkerwanderungszeit im gesamten kontinentalen westgermanischen Dialektkontinuum in der allgemeinen Achtung, Knecht konnte damit zum beleidigenden Schimpfwort werden. Als knechtisch wurde – absprechend – oft eine unterwürfige („Knechtseele“), zugleich rohe und feige Haltung bezeichnet.
Militärgeschichtlich steht der Begriff Knecht als (neutraler) Gegensatz zum Ritter (so gibt es z. B. den spezifischen knechtischen Harnisch). Der Begriff hielt sich bis ins 16. Jahrhundert in der Bedeutung Knecht als Fußsoldat (Fußknecht oder Waffenknecht) im Gegensatz zum Reisigen, einem Soldaten zu Pferde. Einen Bedeutungswandel erfuhr das Wort Knecht zu Beginn der Neuzeit mit der Einführung der „Landsknechte“, die Söldner (Soldknechte) waren.
Im Gegensatz zum Deutschen und Niederländischen erfuhr der Begriff im Englischen eine Aufwertung. Hier steht das äquivalente Wort knight für einen Ritter.

### Sozialwissenschaftlich
Das gegenseitige soziale Aufeinander-angewiesen-Sein von Herr und Knecht wird bereits in der Aufklärung kritisch analysiert (siehe Knechtschaft), findet sich als zentrales Motiv in Hegels Philosophie, siehe Herrschaft und Knechtschaft, wird über diese weitervermittelt an die Philosophie der Arbeit im Marxismus und dort schließlich zum Klassenkampf zugespitzt („Lohnknechtschaft“).
Soziologisches Material findet sich zumal in der Agrarsoziologie.

### Biblisch
Die Bibel (Luther-Übersetzung) benutzt den Begriff in verschiedener Bedeutung. Zum einen steht er als Synonym für den Unfreien (Sklaven), aber auch den ergebenen Diener, siehe auch: Vom Herrn und Knecht. Die zugrundeliegende hebräische Wurzel עבד bedeutet „dienen“, aber auch einfach „arbeiten“. Das alte Testament enthält spezielle Regelungen über die humane Behandlung von Sklaven, z. B. im Bundesbuch (Ex 21ff ), die Rücksicht darauf nehmen, dass Israel nach seinem Selbstverständnis ein Volk befreiter Sklaven ist (vgl. auch die Ausführung zum 3. Gebot in Dtn 5,15 ). Hiob wird als treuer Knecht Gottes genannt, was ihn als besonders fromm und rechtschaffen beschreiben soll. Jesaja prophezeit einen „leidenden Gottesknecht“, der in der christlichen Rezeption herkömmlich mit Jesus identifiziert wurde (vgl. Lk 24,26 ).
Im Neuen Testament werden die römischen Legionäre als Kriegsknechte bezeichnet. Im theologischen Gebrauch findet die griechische Übersetzung von hebr. עבד, δοῦλος reiche Verwendung, vor allem als Bezeichnung der Gläubigen, etwa als Selbstbezeichnung des Apostels Paulus in seinen Briefen.

### Der Knecht in Mythologie und Literatur
- Knecht Ruprecht
- El ingenioso hidalgo Don Quixote de la Mancha I 1605, II 1625 (Miguel de Cervantes)
- Jacques le fataliste et son maître 1797 (Denis Diderot)
- Uli der Knecht 1841 (Jeremias Gotthelf)
- Herr und Knecht 1895 (Leo Tolstoi)
- Der Ruepp 1921 (Ludwig Thoma)
- Herr Puntila und sein Knecht Matti 1940 (Bertolt Brecht)